# Shams al-Ma'arif
Shams al-Ma'arif o Shams al-Ma'arif wa Lata'if al-'Awarif è un grimorio del XIII secolo incentrato sulla magia araba e sostenuto essere un manuale per raggiungere la spiritualità esoterica. È stato scritto dallo studioso sufi Ahmad al-Buni che lo scrisse nel periodo trascorso in Algeria dove morì intorno al 1225 d.C. (622 A.H.). Il libro è un insieme di piccole parti delle opere autentiche di al-Buni e di testi di altri autori. Studiosi come il proto- salafita ibn Taymiyya hanno criticato il libro e etichettato al-Buni come un illuso adoratore del diavolo.
Nella forma contemporanea, il libro è composto da due volumi, Shams al-Ma'arif al-Kubra (Il Grande Libro della Gnosi del Sole) e Shams al-Ma'arif al-Sughra (Il Piccolo Libro della Gnosi del Sole), così, poi, rinominati semplicemente perché la prima parte è più grande della seconda. I primi capitoli introducono il lettore ai quadrati magici e alla combinazione di numeri e alfabeto che si ritiene portino effetti magici e che, secondo al-Buni sono l'unico modo per comunicare con jinn, angeli e spiriti. L'indice introdotto nelle successive edizioni stampate dell'opera contiene un elenco di capitoli non numerati (detti faṣl), che arrivano ad essere 40. Tuttavia, prima della stampa e di varie altre standardizzazioni, circolavano tre volumi indipendenti, ciascuno di lunghezza diversa.
Pur essendo popolare, ha anche la reputazione di essere stato soppresso e bandito per gran parte della storia islamica. Tuttavia, continua a persistere, ad essere letto e studiato fino ai giorni nostri, nonostante la sua discutibile veridicità e le implicazioni negative. Alcuni ordini sufi, come l'ordine Naqshbandi-Haqqani, hanno occasionalmente riconosciuto il suo potenziale valore spirituale, a condizione che il lettore lo comprenda.
Un altro titolo dello stesso autore, vale a dire Manba' Usul al-Hikmah "La fonte degli elementi essenziali della saggezza", è considerato il suo testo complementare.

## Traduzioni

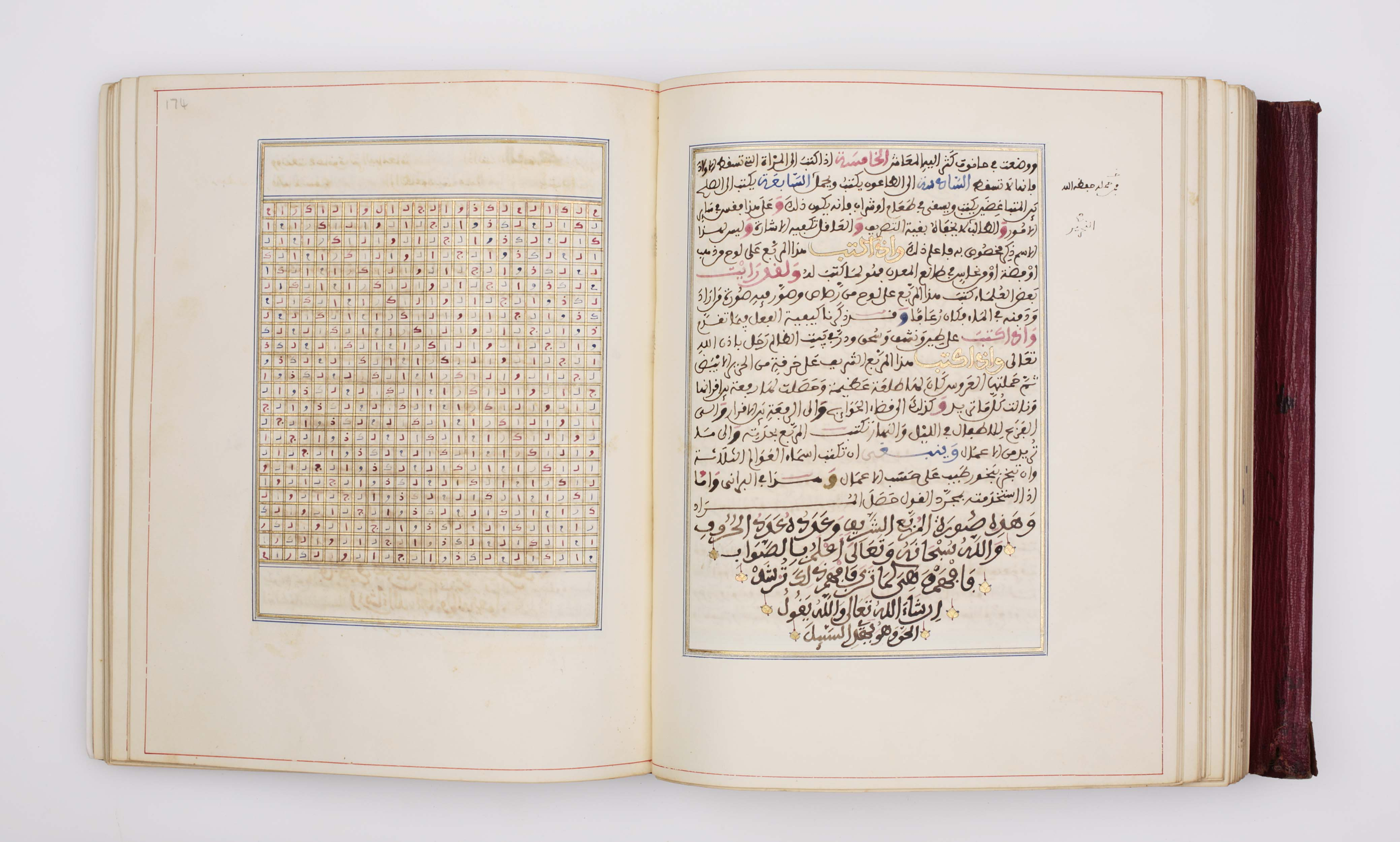
Un manoscritto algerino dello Shams al-Ma'arif del 1868, Collezione Khalili di arte islamica

Nonostante non sia mai stata intrapresa una traduzione totale del testo in inglese (e in nessun'altra lingua occidentale), ci sono state numerose interpretazioni di alcuni dei rituali più popolari presenti nel trattato principale, così come di quelli che si trovano nel testo di accompagnamento. Alcuni di questi rituali hanno avuto vari gradi di notabilità, ma uno di presenza ricorrente in molte pubblicazioni è quello del Birhatiya (noto anche come L'Antico Giuramento o Zolfo Rosso).
Nel 2022 una traduzione inglese parziale di Amina Inloes è stata pubblicata da Revelore Press come "Shams al-Ma'arif: The Sun of Knowledge An Arabic Grimoire: A Selected Translation" ("Shams al-Ma'arif: Il Sole della Conoscenza, Un Grimorio Arabo: Una Traduzione Selezionata").
Nel 2023 un'altra traduzione inglese dello Shams al Ma'arif è stata pubblicata da Johann Voldemont come "Shams al-Ma'arif: Talismans and Magic Squares" ("Shams al-Ma'arif: Talismani e Quadrati Magici") che si concentra principalmente sui talismani e sui quadrati magici contenuti nel testo. Al di fuori del mondo arabo e occidentale, diverse edizioni del libro sono state pubblicate in lingua urdu e turca.